# Честерфілд (Нью-Йорк)
Честерфілд (англ. Chesterfield) — місто (англ. town) в США, в окрузі Ессекс штату Нью-Йорк. Населення — 2476 осіб (2020).

## Демографія
Згідно з переписом 2010 року, у місті мешкало 2445 осіб у 1024 домогосподарствах у складі 717 родин. Було 1443 помешкання
Расовий склад населення:
| - 98,1 % — білих - 0,3 % — азіатів - 0,2 % — чорних або афроамериканців - 0,1 % — корінних американців |

До двох чи більше рас належало 1,3 %. Частка іспаномовних становила 0,6 % від усіх жителів.
За віковим діапазоном населення розподілялося таким чином: 19,7 % — особи молодші 18 років, 63,0 % — особи у віці 18—64 років, 17,3 % — особи у віці 65 років та старші. Медіана віку мешканця становила 45,8 року. На 100 осіб жіночої статі у місті припадало 101,7 чоловіків;  на 100 жінок у віці від 18 років та старших — 98,9 чоловіків також старших 18 років.
Середній дохід на одне домашнє господарство  становив 79 187 доларів США (медіана — 59 667), а середній дохід на одну сім'ю — 95 968 доларів (медіана — 69 792). Медіана доходів становила 46 842 долари для чоловіків та 35 573 долари для жінок. За межею бідності перебувало 7,7 % осіб, у тому числі 8,4 % дітей у віці до 18 років та 6,3 % осіб у віці 65 років та старших.
Цивільне працевлаштоване населення становило 1317 осіб. Основні галузі зайнятості: освіта, охорона здоров'я та соціальна допомога — 28,2 %, роздрібна торгівля — 12,8 %, виробництво — 9,5 %, мистецтво, розваги та відпочинок — 9,2 %.